# Leucauge synthetica
Leucauge synthetica là một loài nhện trong họ Tetragnathidae.
Loài này thuộc chi Leucauge. Leucauge synthetica được miêu tả năm 1936 bởi Chamberlin & Ivie.